# Cantone di Anse-Bertrand
Il Cantone di Anse-Bertrand era un cantone dell'arrondissement di Pointe-à-Pitre nel dipartimento d'oltremare francese della Guadalupa (che comprende alcune isole dell'arcipelago caraibico omonimo facente parte delle Piccole Antille).
La riforma approvata con decreto del 24 febbraio 2014, che ha avuto attuazione dopo le elezioni dipartimentali del 2015, ha ridefinito i cantoni riducendone il numero; questo è uno dei cantoni soppressi.

## Composizione
Situato sull'isola di Grande-Terre, comprendeva due comuni: 
- Anse-Bertrand (capoluogo)
- Port-Louis